# Didling
Didling är en by i civil parish Elsted and Treyford, i distriktet Chichester, i grevskapet West Sussex i England. Byn är belägen 14 km från Chichester. Didling var en civil parish fram till 1933 när blev den en del av Treyford. Civil parish hade 99 invånare år 1931.